# Jacques Rouffio
Jacques Camille Jean Rouffio (* 14. August 1928 in Marseille; † 8. Juli 2016 in Paris) war ein französischer Filmregisseur, Drehbuchautor und Produzent. Er verfasste über 15 Drehbücher und führte bei namhaften Kino- und Fernsehfilmen die Regie, darunter der französische Film Die Spaziergängerin von Sans-Souci, der letzte Film mit Romy Schneider.

## Leben und Werk
Jacques Rouffio war 1953 zuerst Regieassistent unter Jean Delannoy beim Film La route Napoléon. Später arbeitete er als Assistent bei französischen Regiegrößen wie Henri Decoin, Henri Verneuil und Georges Franju. Von 1953 bis 1963 erlernte er so über zehn Jahre von der Pike auf das Regie-Handwerk, bevor er 1967 mit Der Horizont seinen ersten eigenen Spielfilm für das Kino realisierte. In dem Drama übernahmen Jacques Perrin und Macha Méril die Hauptrollen.
Seine kommerziellen Erfolge begannen Mitte der 1970er-Jahre mit dramatischen Filmen wie Quartett Bestial mit Stars wie Gérard Depardieu und Jane Birkin (1975), Violette und François (1977) mit Isabelle Adjani, Jacques Dutronc, Serge Reggiani oder der Filmsatire Zucker, Zucker! (1978), in dem Jean Carmet und Gérard Depardieu die Hauptrollen spielten. 
Im Jahr 1976 war Rouffio mit seinem Film Quartett Bestial sowohl für den César in der Kategorie Bester Film als auch für den César in der Kategorie Bestes Drehbuch zusammen mit Georges Conchon nominiert. Im Jahr 1979 wurde das Duo Georges Conchon und Jacques Rouffio nochmals für den César in der Kategorie Bestes Drehbuch nominiert, dieses Mal für den Film Zucker, Zucker!.
Im Jahr 1982 drehte Rouffio mit Die Spaziergängerin von Sans-Souci ein weiteres Drama, wobei Romy Schneider und Michel Piccoli die Hauptrollen übernahmen. Im Jahr 1986 inszenierte er den komödiantischen Thriller Mein Schwager hat meine Schwester getötet, erneut mit Michel Piccoli in der Hauptrolle. An seiner Seite als Co-Stars zu sehen waren Michel Serrault und Juliette Binoche. Der Film lief im selben Jahr als Wettbewerbsbeitrag bei den Internationalen Filmfestspielen in Berlin. Im selben Jahr entstand auch das romantische Drama Die Liebe der Florence Vannier mit Nicole Garcia und Sami Frey. Im Jahr 1989 drehte er mit L’orchestre rouge dann seinen letzten Kinofilm. 
Die Musik für seine acht Kinofilme steuerten die französischen Komponisten Serge Gainsbourg, fünfmal Philippe Sarde, Georges Delerue und der italienische Komponist Carlo Savina für L’orchestre rouge bei.
In den 1990er- und 2000er-Jahren konnte Rouffio nicht mehr an die großen Erfolge der 1970er- und 1980er-Jahren anknüpfen und verlegte sich daher ganz auf das Inszenieren von Fernsehfilmen.

## Filmografie (Auswahl)
- 1967: Der Horizont (L’horizon)
- 1975: Quartett Bestial (Sept morts sur ordonnance)
- 1977: Violette und François (Violette & François)
- 1978: Zucker, Zucker! (Le sucre)
- 1982: Die Spaziergängerin von Sans-Souci (La passante du Sans-Souci)
- 1986: Mein Schwager hat meine Schwester getötet (Mon beau-frère a tué ma sœur)
- 1986: Die Liebe der Florence Vannier (L’état de grâce)
- 1988: L’Argent
- 1989: L’orchestre rouge

## Auszeichnungen
- 1976: César-Nominierung in der Kategorie Bester Film für Quartett Bestial
- 1976: César-Nominierung in der Kategorie Bestes Drehbuch zusammen mit Georges Conchon für Quartett Bestial
- 1979: César-Nominierung in der Kategorie Bestes Drehbuch zusammen mit Georges Conchon für Zucker, Zucker!